# Hispaniques et Latino-Américains
- César Chávez
- Ted Cruz
- David Farragut
- Sonia Sotomayor
- Franklin Chang-Díaz
- Susana Martinez
- Alex Rodriguez
- Hilda Solis
- Romana Acosta Banuelos
- Gloria Estefan
- Raquel Welch
- Marco Rubio

Les Hispaniques et Latino-Américains sont une catégorie du bureau du recensement des États-Unis regroupant les Américains originaires des différents pays hispano-Américains d'Ibéro-Amérique (notamment du Mexique) et d'Espagne. Le terme Latino-Américains désigne lui spécifiquement les personnes originaires d'Amérique latine.
En 2015, ils représentent 17,6 % de la population totale des États-Unis et environ 23 % des naissances. Ils sont aujourd'hui la première minorité ethnique devant les Afro-Américains.
Une étude de généalogie génétique publiée en 2015 dans le American Journal of Human Genetics, basée sur un échantillon de données de 23andMe de 8 663 personnes s'identifiant comme latinos, estime que les Latinos aux États-Unis sont en moyenne à 65,1 % d'ascendance européenne (principalement Europe du Sud), à 18,0 % d'ascendance amérindienne et à 6,2 % d'ascendance africaine. L'étude montre que les personnes s'identifiant comme Latinos et originaires du Sud-Ouest des États-Unis, notamment le long de la frontière mexicaine, ont en moyenne le niveau le plus élevé d'ascendance américaine, alors que celles du Sud, du Midwest, de la côte est ont en moyenne le niveau le plus élevé d'ascendance africaine.

## Histoire
Pour la plupart, les Latinos viennent principalement du centre et du sud de l'Amérique et sont arrivés à partir des années 1960 même si la présence des Latinos aux États-Unis est bien plus ancienne puisque les États mexicains d’Alta California et de Santa Fe du Nouveau-Mexique ont été conquis et achetés entre 1830 et 1856 et que nombre de leurs habitants mexicains sont restés sur place et sont devenus plus tard citoyens américains.
Au début du XXe siècle, en raison de la porosité de la frontière sud des États-Unis, de nombreux va-et-vient entre les deux pays ont alimenté une migration informelle importante. Peu à peu, le secteur agricole des États-Unis est devenu dépendant des travailleurs immigrés notamment mexicains qui se sont installés notamment dans les États du sud ouest du pays. De plus, à partir de 1910, la révolution mexicaine a provoqué la fuite de nombreux Mexicains qui sont devenus résidents voire citoyens américains ou ont préféré simplement travailler aux États-Unis et revenir régulièrement au Mexique. Même si des restrictions légales sont mises en place (taxe de huit dollars et tests linguistiques) à partir de 1917, l'impossibilité de contrôler la frontière qui sépare le Mexique des États-Unis ainsi que la possibilité pour les employeurs de recruter des travailleurs sans permis de séjour rend leur impact très faible. De 1917 à 1923, un programme de travailleurs saisonniers est mis en place afin de régulariser le travail des migrants. Cependant celui-ci a peu d'impact et sa cessation n'empêche pas l'immigration de continuer en raison de la situation d'instabilité et de pauvreté dans de nombreuses régions du Mexique. La Grande Dépression en 1930 influe cependant fortement sur le marché du travail ce qui a pour effet de réduire l'immigration économique, et même de causer un certain nombre de retours au Mexique.
En 1939, l'industrie de l'armement donne aux travailleurs agricoles américains du sud-ouest des postes mieux payés. Les propriétaires agricoles demandent alors au gouvernement de faire appel à la main d'œuvre mexicaine mais se heurtent à une ferme opposition, le gouvernement considérant que les États-Unis ne manquaient pas de main d'œuvre. À partir de 1942 et de l'attaque japonaise sur Pearl Harbor, le programme bracero a formalisé entre les gouvernements mexicain et américain le transfert d'un million de travailleurs mexicains qui furent introduits sur le marché du travail (notamment dans le secteur agricole) avec permis de séjour. L'accord entre les deux gouvernements prévoyait de protéger les Mexicains de toute discrimination aux États-Unis ce qui, initialement, prévoyait la mise à l'écart du Texas dans la réalisation du programme. À côté de ceux qui entrent sous les clauses de l'accord bracero, beaucoup de Mexicains entrent sans papiers aux États-Unis car ils savent qu'ils ne remplissent pas les conditions pour immigrer légalement. Certains chercheurs affirment que leur nombre était au moins égal à celui des migrants légaux. Ces travailleurs sont ceux qui se sont retrouvés dans les situations les plus vulnérables et ont été victimes de nombreux abus (salaires impayés, loyers énormes ne permettant que de vivre dans des habitations de très mauvaise qualité, violences racistes etc.) en raison de la menace qu'il était facile de faire planer sur eux de les dénoncer aux autorités migratoires. Le Texas est l'État dans lequel ces discriminations avaient la réputation d'être les plus dures et c'est ce qui poussa le gouvernement mexicain au début du programme bracero à ne pas autoriser le travail de ses ressortissants dans cet État. En 1954, l'opération wetback déportait de force principalement par camion plusieurs centaines de milliers de Mexicains résidant sans documents aux États-Unis (expulsant du même coup par erreur nombre de citoyens américain d'ascendance latino ou de Mexicains en situation régulière qui ne se trouvaient pas en possession de documents d'identité lors de l'opération).
En 1964, le programme bracero prend fin. L'immigration reprend ensuite dans les années 1960 et spécialement à partir de 1965 et de la fin de la politique des quotas. Aujourd'hui les Mexicains immigrés représentent presque deux tiers de la population hispanique.

### Colonisation hispano-portugaise des Amériques
Pour comprendre pourquoi les descendants des Espagnols sont si présents en Amérique, il faut savoir que les Hispaniques furent les premiers à s’installer au Nouveau Monde. Après la découverte des Antilles par Christophe Colomb, l’Espagne et le Portugal s'étaient partagé l’Amérique grâce au Traité de Tordesillas en 1494.

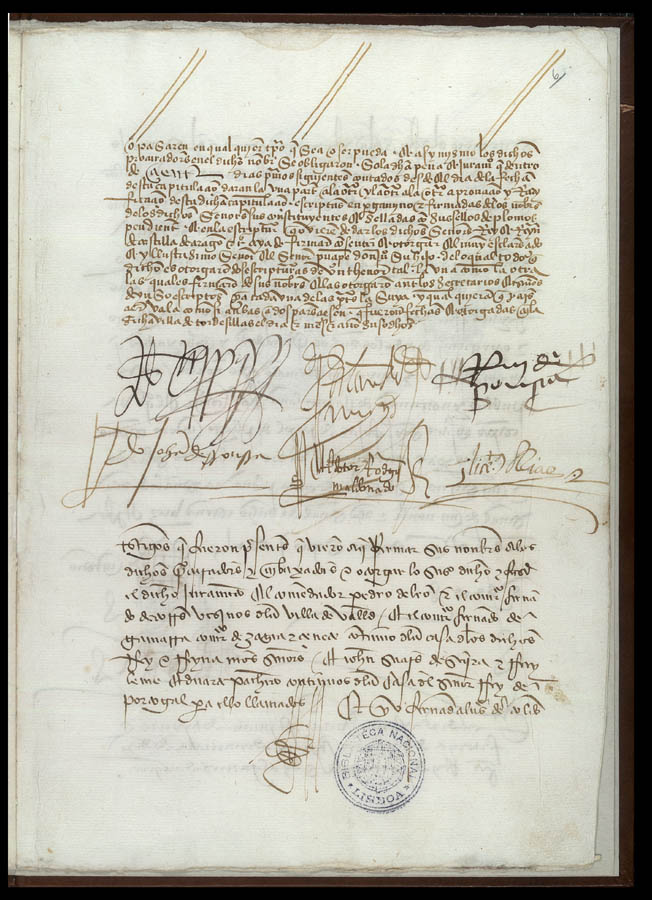
Traité de Tordesillas.

Dans ce traité, il est convenu que le Portugal se limiterait à coloniser les terres jusqu’à 2 000 km à l’Ouest des îles du Cap-Vert, laissant à l’Espagne tout le reste de terres américaines. Personne ne sait à l'époque que l'Amérique du Sud forme une saillie à l'est du méridien ainsi décidé, et l'on pensait donc l'accord équitable. C'est ce traité qui explique pourquoi l'immigration espagnole fut bien plus importante aux États-Unis, au Mexique et en Amérique en général que ne le fut l'immigration portugaise, qui dut se contenter du Brésil et des régions avoisinantes.
Il est important de noter qu'aucun autre État ne reconnaissait officiellement le traité de Tordesillas, mais la suprématie navale incontestable de l'Espagne et du Portugal leur permit de le faire respecter pendant un siècle. Les Espagnols se contentent d'abord d'occuper les Antilles, où ils pensent trouver de l'or; mais, devant l'échec de leur recherche, et ayant appris par les indigènes qu'il y aurait de grandes sources de métal précieux sur le continent américain, ils entreprennent sa conquête quelque quinze ans après la mort de Christophe Colomb.
Alors que l'Empire portugais ne fonde que des stations maritimes, l'Empire espagnol se caractérise par la mise au pouvoir sur les terres conquises de dirigeants de leur pays. Un nouveau peuple métissé se forme, les créoles, qui installe durablement l'influence espagnole en Amérique.
Joseph Marion Hernández est le premier latino-américain à avoir siégé à la Chambre des représentants, entre 1822 et 1823. Lauro Cavazos est le premier latino-américain à avoir été membre du cabinet des États-Unis, en tant que secrétaire à l'Éducation.

## Démographie
Lors du recensement, la catégorie « hispaniques et latino-américains » est la seule à être considérée comme une ethnicité, alors que cinq catégorie sont considérées comme des races. Ainsi, les Hispaniques et Latino-Américains s'identifient lors du recensement de 2010 à 53 % comme Blancs, à 2,5 % comme Afro-Américains, à 1,4 % comme Amérindiens, à 0,4 % comme Asio-Américains et à 0,1 % comme Océano-Américains, alors que 36,7 % d'entre eux déclarent appartenir à une autre race et 6,0 % déclarent être métis.

### Répartition géographique

Pourcentage de Latino-Américains par État en 2012.

Pourcentage des Hispaniques et Latino-Américains par comté (2010 Census data).

| État/territoire                   | Nombre     | % de la population | Principal sous-groupe |
| --------------------------------- | ---------- | ------------------ | --------------------- |
| Alabama                           | 185 602    | 3,9                | Mexicains             |
| Alaska                            | 39 249     | 5,5                | Mexicains             |
| Arizona                           | 1 895 149  | 29,6               | Mexicains             |
| Arkansas                          | 186 050    | 6,4                | Mexicains             |
| Californie                        | 14 013 719 | 37,6               | Mexicains             |
| Caroline du Nord                  | 800 120    | 8,4                | Mexicains             |
| Caroline du Sud                   | 235 682    | 5,1                | Mexicains             |
| Colorado                          | 1 038 687  | 20,7               | Mexicains             |
| Connecticut                       | 479 087    | 13,4               | Portoricains          |
| Dakota du Nord                    | 13 467     | 2,0                | Mexicains             |
| Dakota du Sud                     | 22 119     | 2,7                | Mexicains             |
| Delaware                          | 73 221     | 8,2                | Mexicains             |
| Floride                           | 4 223 806  | 22,5               | Cubains               |
| Géorgie                           | 853 689    | 8,8                | Mexicains             |
| Hawaï                             | 120 842    | 8,9                | Portoricains          |
| Idaho                             | 175 901    | 11,2               | Mexicains             |
| Illinois                          | 2 027 578  | 15,8               | Mexicains             |
| Indiana                           | 389 707    | 6,0                | Mexicains             |
| Iowa                              | 151 544    | 5,0                | Mexicains             |
| Kansas                            | 300 042    | 10,5               | Mexicains             |
| Kentucky                          | 132 836    | 3,1                | Mexicains             |
| Louisiane                         | 192 560    | 4,2                | Mexicains             |
| Maine                             | 16 935     | 1,3                | Mexicains             |
| Maryland                          | 470 632    | 8,3                | Salvadoriens          |
| Massachusetts                     | 627 654    | 8,6                | Portoricains          |
| Michigan                          | 436 358    | 4,4                | Mexicains             |
| Minnesota                         | 250 258    | 4,7                | Mexicains             |
| Mississippi                       | 81 481     | 2,7                | Mexicains             |
| Missouri                          | 212 470    | 3,5                | Mexicains             |
| Montana                           | 28 565     | 2,9                | Mexicains             |
| Nebraska                          | 167 405    | 9,2                | Mexicains             |
| Nevada                            | 716 501    | 26,5               | Mexicains             |
| New Hampshire                     | 36 704     | 2,8                | Portoricains          |
| New Jersey                        | 1 555 144  | 17,7               | Portoricains          |
| New York                          | 3 416 922  | 17,6               | Portoricains          |
| Nouveau-Mexique                   | 953 403    | 46,3               | Mexicains             |
| Ohio                              | 354 674    | 3,1                | Mexicains             |
| Oklahoma                          | 332 007    | 8,9                | Mexicains             |
| Oregon                            | 450 062    | 11,7               | Mexicains             |
| Pennsylvanie                      | 719 660    | 5,7                | Portoricains          |
| Rhode Island                      | 130 655    | 12,7               | Dominicains           |
| Tennessee                         | 290 059    | 4,6                | Mexicains             |
| Texas                             | 9 460 921  | 37,6               | Mexicains             |
| Utah                              | 358 340    | 13,0               | Mexicains             |
| Vermont                           | 9 208      | 1,5                | Mexicains             |
| Virginie                          | 631 825    | 7,9                | Mexicains             |
| Virginie-Occidentale              | 22 268     | 1,2                | Mexicains             |
| Washington                        | 755 790    | 11,2               | Mexicains             |
| Wisconsin                         | 336 056    | 5,9                | Mexicains             |
| Wyoming                           | 50 231     | 8,9                | Mexicains             |
| Washington (district de Columbia) | 54 749     | 9,1                | Salvadoriens          |
| Porto Rico                        | 3 688 455  | 99,9               | Portoricains          |

| Groupe         | Population | % d' Hispaniques |
| -------------- | ---------- | ---------------- |
| Mexicains      | 31 798 258 | 63,0             |
| Portoricains   | 4 623 716  | 9,2              |
| Cubains        | 1 785 547  | 3,5              |
| Salvadoriens   | 1 648 968  | 3,3              |
| Dominicains    | 1 414 703  | 2,8              |
| Guatémaltèques | 1 044 209  | 2,1              |
| Colombiens     | 908 734    | 1,8              |
| Espagnols      | 635 253    | 1,3              |
| Honduriens     | 633 401    | 1,3              |
| Équatoriens    | 564 631    | 1,1              |
| Péruviens      | 531 358    | 1,1              |
| Nicaraguayens  | 348 202    | 0,7              |
| Argentins      | 224 952    | 0,4              |
| Vénézuéliens   | 215 023    | 0,4              |
| Panaméens      | 165 456    | 0,3              |
| Chiliens       | 126 810    | 0,3              |
| Costaricains   | 126 418    | 0,3              |
| Boliviens      | 99 210     | 0,2              |
| Uruguayens     | 56 884     | 0,1              |
| Paraguayens    | 20 023     | -                |
| Autres         | 3 505 838  | 6,9              |
| Total          | 50 477 594 | 100              |

### Sous-groupes nationaux

#### Mexicains
Les Mexicains représentent 10,3 % de la population du pays ; il y a 31,8 millions d'Américains d'origine mexicaine en 2010. Ils forment le plus large groupe d'hispaniques et de latinos aux États-Unis.

#### Portoricains
Le deuxième plus grand groupe de Latinos des États-Unis est celui des Portoricains (plus de 4,6 millions).

#### Cubains
Le troisième groupe le plus important est celui des Cubains (1,8 million) et sont arrivés par deux principales vagues, la première après la révolution castriste entre 1959 et 1961 et la seconde en 1981. La population Cubaine de la première vague est constituée de propriétaires terriens et d'entreprises nationalisées par la révolution. Celle de la seconde regroupe des populations plus diverses car elle étant constituée de prisonniers de droit communs, de prisonniers politiques, de malades mentaux internés à Cuba, et d'autres personnes affirmant être persécutées par le gouvernement cubain comme les homosexuels[réf. nécessaire].

#### Guatémaltèques
Dans les années 1980, l'intensification du conflit au Guatemala pousse des milliers de réfugiés guatémaltèques à travers la frontière mexicaine. Certains d'entre eux gagneront les États-Unis. Cependant, l'immigration guatémaltèque se fera plus importante à la fin du conflit lors du retour des réfugiés au Guatemala en 1998. En effet, ce seront les plus politisés et les plus organisés d'entre eux qui, fort de leur expérience au Mexique, émigreront les premiers aux États-Unis. Depuis 1998, en raison de la destruction des structures par la guerre civile au Guatemala et des accords de libre échange favorisant la fermeture des usines et concurrençant les prix des produits agricoles locaux, le manque d'emplois a poussé beaucoup d'habitants de ce pays à émigrer aux États-Unis à travers le territoire mexicain. Depuis les attentats du 11 septembre 2001, plusieurs plans à l'initiative du gouvernement américain ont visé à limiter cette immigration par des mesures répressives à la frontière sud du Mexique comme le Plan Sur.
À la différence des autres immigrés latinos, beaucoup de Guatémaltèques sont évangéliques. Les fidèles des églises protestantes et évangéliques constituent en effet environ 30 % de la population au Guatemala, notamment dans les communautés indigènes.

#### Autres groupes parmi les immigrés latino-américains
On peut également observer des habitants d’Amérique centrale et d'Amérique du Sud. En effet des pays tels que la Bolivie, pays le plus pauvre du continent sud-américain, ont vu leur proportion d'expatriés exploser. Ces populations s’installent principalement dans d'anciens États mexicains, le Nouveau-Mexique, le Texas et la Californie, où les Hispaniques peuvent constituer jusqu'à la moitié de la population dans certaines zones.

### Religion
La place toujours prédominante du catholicisme chez les Hispaniques est un élément remarquable de cette communauté qui contribue fortement à faire du catholicisme la deuxième religion du pays :
| Religion                    | Latinos-Américains | Ensemble de la population |
| --------------------------- | ------------------ | ------------------------- |
| Catholicisme                | 48                 | 20,8                      |
| Protestantisme évangélique  | 19                 | 25,4                      |
| Non affiliés                | 16                 | 15,4                      |
| Protestantisme traditionnel | 5                  | 14,7                      |
| Autres                      | 6                  | 15,8                      |
| Agnosticisme                | 2                  | 4,0                       |
| Athéisme                    | 2                  | 3,1                       |
| Témoins de Jéhovah          | 2                  | 0,8                       |

### Langue
L'espagnol est la deuxième langue la plus parlée aux États-Unis, avec 45 millions de locuteurs (sur une population totale proche de 310 millions). Certains linguistes ont par ailleurs constaté la naissance d'un dialecte, mélange d'anglais et d'espagnol, le spanglish. Des écrivains se saisissent parfois de cette nouveauté linguistique pour l'intégrer à leur écriture. D'autre part, les littératures américaines anglophones et hispanophones tendent à se mêler et à s'influencer réciproquement.
Selon l'American Community Survey pour la période 2011-2015, 73,3 % des Hispaniques et Latino-Américains âgés de plus de 5 ans déclarent parler l'espagnol à la maison, alors que 26,3 % déclarent parler l'anglais et 0,4 % une autre langue.
Par ailleurs, 32,3 % d'entre eux déclarent ne pas « très bien » parler l'anglais.

### Littérature
De nombreux auteurs hispaniques aux États-Unis écrivent désormais en anglais, en spanglish et en espagnol. Le plus important hispanique contemporain écrivains sont Lin-Manuel Miranda et Giannina Braschi.  Miranda est l'auteur de la comédie musicale Hamilton: An American Musical (anglais, 2015) et Braschi est l'auteur du postmoderne romans Yo-Yo Boing! (spanglish, 1998) et États-Unis de Banana (anglais, 2011),.
Liste sélective d'écrivains hispanophones dans ce cadre :
- Ramón Emeterio Betances (1827-1898)
- Eugenio María de Hostos (1839-1903)
- José Maria de Heredia (1842-1905)
- José Martí (1853-1895)
- William Carlos Williams (1883-1863)
- María Cristina Mena (1893-1965)
- Jesus Colon (1901 -1974)
- Julia de Burgos (1914-1953)
- Rudolfo A. Anaya (né en 1927)
- Piri Thomas (né en 1928)
- Luis Valdez (né en 1940)
- Pablo Medina (né en 1948)
- Julia Alvarez (née en 1950)
- Oscar Hijuelos (né en 1951
- Ray González (né en 1952)
- Sandra Cisneros (née en 1954)
- Cristina Garcfa (née en 1958)
- Junot Díaz (né en 1958)

## Influence sur la société américaine
La population hispanique apporte depuis longtemps à la société américaine de nouveaux éléments culturels.
Ils sont avec les Asiatiques, la population qui compte le plus de mariages mixtes, même si des logiques de ségrégation persistent dans beaucoup d'endroits.[réf. nécessaire]

### Architecture

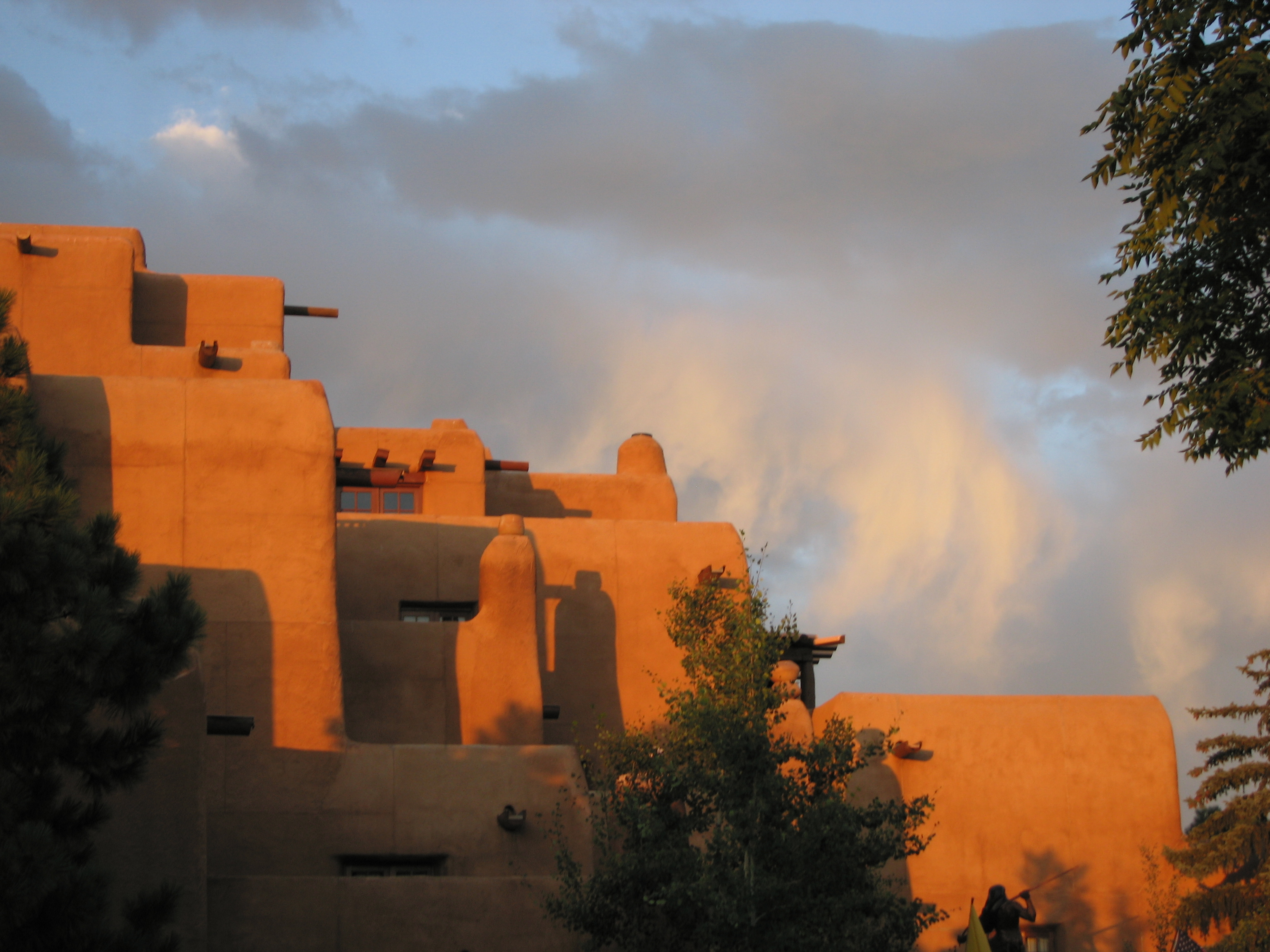
Santa Fé.

Les premiers Espagnols (arrivés en conquérants depuis le XVIe siècle dans les États du sud-ouest des États-Unis) et leurs descendants ont laissé des traces dans la civilisation américaine, notamment en important leurs styles d'architecture, techniques et coutumes d'Espagne et des territoires américains nouvellement conquis (Mexique, Amérique centrale…). On peut surtout le remarquer au niveau de l'architecture de certaines villes du sud-ouest comme Santa Fe au Nouveau-Mexique qui présentent de nombreuses similitudes avec l’architecture espagnole de l'époque.

### Gastronomie
Un autre exemple de cette influence est la gastronomie hispanique. La gastronomie hispanique et latino se développe depuis quelques années autour de produits phares, comme les tortillas. Ce sont principalement les bières mexicaines (XX ("dos equis"), Negra Modelo, ou Pacifico Clara, la plus célèbre étant la Corona), la tequila et la salsa (la sauce) dont la consommation est désormais supérieure au traditionnel Ketchup. Si les produits hispaniques envahissent le marché, ils sont néanmoins adaptés aux goûts des américains notamment en y abaissant la quantité de piment ou en y ajoutant du sucre. Nombre d'entre eux sont aussi aujourd'hui produits en territoire américain avec des produits agricoles locaux puis importés au Mexique dans le cadre de l'Accord de libre-échange nord-américain (ALENA).

### Cinéma
D'après une étude conduite par l'université de Californie du Sud, les Latino-Américains sont sous-représentés et caricaturés dans le cinéma américain. Bien que représentant plus de 18 % de la population des États-Unis, ils ne tenaient que 4,5 % des rôles prononçant au moins un mot dans les 1 200 films ayant réalisé le plus de recettes entre 2007 et 2018. En outre, ils tiennent le plus souvent des rôles stéréotypés, tels que trafiquants de drogue ou domestiques.

## Importance des transferts monétaires pour les pays de départ des immigrés latino-américains
En 2005, les immigrés mexicains installés aux États-Unis — réguliers et clandestins — ont transféré à leurs familles et proches restés au pays plus de 20 milliards de dollars (15 milliards d'euros) de fonds, soit la deuxième source de devises étrangères du Mexique après le pétrole.[réf. nécessaire]
Dans le cas de la Bolivie, « las remesas » (transferts de fonds d'un pays étranger vers les familles au pays d'origine), représentaient en 2006 5,6 % du PIB et 13,6 % du total des exportations du pays.

## Récents débats sur l'immigration hispanique
L'immigration hispanique a plus que jamais été un des importants sujets de campagne de l'élection présidentielle de 2004, comme elle l'avait été à l'élection précédente. Pendant la campagne de 2004, le nombre grandissant de Latino-Américains sur le sol des États-Unis pose la question de leur orientation politique pour la présidentielle ainsi qu'aux élections se profilant (on présume qu'ils sont majoritairement démocrates), mais également et surtout la question pressante d'une législation à adopter sur l'immigration. Chaque parti a tenté de rassembler le maximum de voix, notamment chez les démocrates, tandis que les républicains, moins engagés sur le dragage de voix chez les minorités immigrées nées à l'étranger (foreign-born immigrants), mais laissant la main à des organisations religieuses conservatrices telles que la Christian Coalition of America. Des guides de l'électeur démocrate et républicain ont alors été rédigés en espagnol, fait marquant qui a suscité plusieurs débats sur l'« américanité » des immigrés latinos.[réf. nécessaire]
Par-dessus tout, les Américains s'interrogent sur l'impact culturel et sociétal qu'une pareille immigration peut avoir. En la matière, les débats se déroulent — comme très souvent aux États-Unis — dans les Églises.
À la réélection de George W. Bush, les médias américains ont tôt fait d'indiquer à quel point les Églises américaines, surtout catholique, étaient généralement en faveur d'une législation favorisant l'immigration. Le milieu où la question était le plus loin d'être tranchée était parmi les chrétiens conservateurs, plus proches du pouvoir que « sur tout une génération ».[réf. nécessaire]

« Décriant le système actuel comme n’étant « pas un système compassionnel », le Président a annoncé qu’il soutiendra une législation pour promouvoir l’immigration. Dans le même temps, certains conservateurs chrétiens préparent une législation pour restreindre l’immigration.
Ils citent le cri d’alarme du politologue Samuel Hunington de Harvard. Dans son livre Qui sommes-nous ? Identité nationale et choc des cultures, il envisageait des scénarios dans lesquels les hispanophones refuseraient d’apprendre l’anglais et discrimineraient les anglophones.
Le président du Family Research Council est d’accord avec certaines craintes de Huntington. « Les immigrés ne sont pas assimilés parce qu’ils viennent en nombres massifs. Ils ont un impact sur notre culture, et la culture américaine n'a pas d'impact sur eux. »
Mais les défenseurs de l’immigration présentent des recherches crédibles indiquant que les résidents américains nés à l’étranger en équilibre financier travaillent dur, sont éduqués et avides d’apprendre l’anglais. Les conservateurs chrétiens tels que le membre du Congrès Jack Kemp soutiennent l’immigration en tant que tradition américaine enracinée dans la tradition biblique du souci pour « les étrangers parmi nous ». »

— Tony Carnes, « Opportunity of a Generation », Christianity Today, février 2005, vol. 49, no 2, p. 68.

### Débats du printemps 2006
Un projet de loi concernant l'immigration clandestine présenté par le président George W. Bush voulant une régularisation des 12 millions de clandestins vivant aux États-Unis et une lutte accrue contre ce phénomène n'a vu que sa partie la plus symbolique adopté le 30 septembre avec le projet de construction d'une barrière électronique avec le Mexique. En effet, au cours de 2005, pas moins de 1,2 million de clandestins ont été arrêtés en tentant d'entrer aux États-Unis via le Texas, l'Arizona, le Nouveau-Mexique et la Californie.
Malgré le fait que les États comptant le plus de Latinos (Californie, Arizona, Nouveau-Mexique) sont parmi les plus récents à avoir été conquis ou achetés au Mexique par les États-Unis (entre 1830 et 1856), les conséquences de l'immigration hispanique sur l'identité américaine soulèvent des débats : pour Samuel Huntington, théoricien du « choc des civilisations », c'est par mauvaise volonté que les Hispaniques ne cherchent pas à s'intégrer ni à apprendre l'anglais. Il citait ainsi, en décembre 2000, cinq raisons pour lesquelles les Mexicains posent un problème particulier : la différence physique et culturelle, la masse représentée par ces immigrés, l'illégalité, la concentration dans les zones frontalières qui ont du mal à absorber et intégrer cette population, et enfin, le fait qu'on ne puisse déceler aucun signe indiquant que cette immigration s'arrêtera un jour, à l'inverse de ce qui s'est produit pour toutes les vagues d'immigration antérieures.
Cependant, de nombreuses études statistiques ont démontré que ces allégations étaient sans fondement empirique. Aussi, la chercheuse Tamar Jacoby et l'économiste Joel Kotkin ont contesté les positions d'Huntington.